# Explosão da Ponte da Crimeia em 2023
Em 17 de julho de 2023, aproximadamente às 3h04 e 3h20 EEST, duas explosões atingiram a Ponte da Crimeia. Autoridades fecharam a ponte. O governador da Crimeia instalado pela Rússia Sergey Aksyonov afirmou que uma "emergência" ocorreu pelo 145º apoio no lado russo da ponte. A superfície da estrada foi danificada, com suportes intactos. De acordo com Aksyonov, agências de aplicação da lei e "serviços relevantes" estão presentes, incluindo o Ministro dos Transportes Vitaly Savelyev e o vice-presidente do Conselho de Ministros da Crimeia Igor Mikhailichenko. O Ministério dos Transportes confirmou danos, de acordo com a mídia estatal russa TASS. Grey Zone, um canal do Telegram pró-Grupo Wagner, disse que as explosões foram ouvidas aproximadamente às 3h04 e 3h20, horário local. O governador de Krai de Krasnodar, Veniamin Kondratyev, escreveu no Telegram que um centro de crise foi formado.
De acordo com o governador do oblast de Belgorod, Vyacheslav Gladkov, uma mãe e um pai de Belgorod foram mortos e sua filha ficou ferida. O tráfego ferroviário deveria ser retomado às 9h (horário local) do mesmo dia. O Comitê Antiterrorista da Rússia afirmou que a Ucrânia usou drones de superfície não tripulados para atacar a ponte. Além disso, havia aberto uma investigação criminal.